# Знамя Победы над рейхстагом (фото Халдея)
«Знамя Победы над рейхстагом» (в некоторых источниках — «Красное знамя над рейхстагом») — серия снимков советского военного корреспондента Е. А. Халдея, сделанных 2 мая 1945 года на крыше здания полуразрушенного нацистского парламента. Снимки широко используются для иллюстрации победы Советского Союза в Великой Отечественной войне. Фотографии данной серии являются одними из наиболее распространённых снимков Второй мировой войны.

## Практика водружения флагов
Со вступлением Красной армии в Берлин появилось много фотографий с изображением знамён на захваченных зданиях города. Советские военные корреспонденты многократно запечатлели заключительный «победоносный момент» войны — водружение красного знамени над рейхстагом. Эти снимки, в соответствии с практикой военного фоторепортажа, делались обычно после боёв.

## Установление настоящего Знамени Победы
Событие, которое произошло во время Берлинской операции 30 апреля 1945 г. в 22 часа 40 минут по местному времени. Флаг (под номером 5), который был установлен на крыше рейхстага, вначале был установлен в отверстие короны скульптуры богини победы В. Н. Маковым, Г. К. Загитовым, А. П. Бобровым, А. Ф. Лисименко, М. П. Мининым, Р. Кошкарбаевым и Г. П. Булатовым
, а 1 мая штурмовой флаг 150-й стрелковой Идрицкой ордена Кутузова дивизии был водружён на крыше здания рейхстага в городе Берлине военнослужащими Красной армии М. А. Егоровым и М. В. Кантария под руководством А. П. Береста.
«В ночь на 1 мая по приказанию командира 756-го полка полковника Ф. М. Зинченко были приняты меры по водружению на здание рейхстага знамени, врученному полку Военным советом 3-й ударной армии. Выполнение этой задачи было возложено на группу бойцов, которую возглавлял лейтенант А. П. Берест. Ранним утром 1 мая, на скульптурной группе, венчающей фронт здания, уже развевалось Знамя Победы. Его водрузили разведчики сержанты М. А. Егоров и М. В. Кантария.» — История Великой Отечественной войны Советского Союза 1941—1945. В 6-ти томах Том 5. — М., 1963. — С. 285.

## Фотография
На всемирно известных фотографиях Евгения Халдея «Знамя Победы над рейхстагом» были запечатлены бойцы 8-й гвардейской армии: Алексей Ковалёв, Абдулхаким Исмаилов и Леонид Горичев.
Халдей, по заданию Фотохроники ТАСС, сделал фотоснимки 2 мая 1945, когда уже закончились уличные бои и Берлин был полностью занят советскими войсками. К тому же на рейхстаге было установлено множество красных знамён. Фотограф попросил первых солдат, которые встретились ему, помочь сделать фотоснимки. Вскоре он отснял с ними две кассеты. Знамя, которое на фотографии держит Алексей Ковалёв, фотограф привёз с собой.

## Предыстория фотографии
1 мая 1945 года, когда рейхстаг уже находился под контролем советских войск, Евгений Халдей был в Москве, куда прилетел из освобождённой Вены, чтобы сдать отснятый материал в редакцию.
По заданию ТАСС его срочно командировали в Берлин. Согласно замыслу фотографа, точкой его военной летописи должно было стать фото красного знамени над поверженным рейхстагом. Поэтому за одну ночь он вместе со знакомым портным Израилем Кишицером изготовил три знамени. В качестве материала были использованы красные скатерти из столовой «Фотохроники» ТАСС (по одной версии фотограф их «позаимствовал», по другой — получил со склада столовой). Халдей вырезал из белой ткани изображения серпа и молота, а Кишицер их пристрочил и сделал окончательную подрубку полотнищ.
Утром 2 мая Халдей прилетел в Берлин.
Первое знамя он установил и сфотографировал на крыше аэродрома «Темпельгоф», второе — у колесницы на Бранденбургских воротах. Третье знамя было установлено на крыше рейхстага. Позже фотограф рассказывал о своей работе над фотографией, о том, как поднимался по разбитой лестнице на крышу рейхстага, члену Союза журналистов Москвы Науму Арановичу.
Как писал журнал «Молодой коммунист» в 1986 году, фотография Евгения Халдея «Знамя Победы над рейхстагом» изначально задумывалась и исполнялась как репортажная и чисто документальная. К примеру, в журнале Советское фото на 20-летие Победы фотография размещена на обложке и подписана как «Водружение Знамени Победы над поверженным рейхстагом. Фото Е. Халдея („Правда“)».

## Ретуширование фотографий
Одна из фотографий впоследствии подверглась ретушированию. Для подчёркивания драматизма момента были добавлены грозовые облака. Также были заретушированы вторые часы Абдулхакима Исмаилова, который поддерживал Алексея Ковалёва, водружающего флаг. В редакции посчитали, что это может послужить основанием для обвинения в мародёрстве, и фотограф перед публикацией удалил одни часы при помощи иглы.
В 2013 году бизнесмен Роман Троценко передал приобретённый им у дочери Халдея подлинный негатив фотографии в московский «Еврейский музей и центр толерантности».

## Фотографии других фотокорреспондентов
Согласно мемуарам участника штурма рейхстага И. Ф. Клочкова, 2 мая Знамя Победы, перенесённое к тому времени уже на купол рейхстага, было сфотографировано военным корреспондентом «Правды» Виктором Тёминым. На самолёте снимок доставили в Москву, а 3 мая он был опубликован в газете «Правда», а затем обошёл весь мир. Согласно «Антологии советской фотографии» под редакцией Анри Вартанова, Тёмин сделал эту фотографию, поднявшись на самолёте в небо Берлина, и в тот же день лично доставил снимок в Москву и вернулся в Берлин с номером газеты «Правда» с фотографией на развороте.
Сопоставимым по значимости считается снимок «Водружение флага над Иводзимой», снятый американцем Джо Розенталем 23 февраля 1945 года после захвата стратегически важного острова в Тихом океане. Несмотря на то что это событие не означало окончания войны, снимок считается символом победы США во Второй Мировой войне, как и фотография Халдея, символизирующая победу СССР. Существует мнение, что точно так же, как и фото Халдея, фотография Розенталя является постановочной, однако оно неверно (Розенталь позднее сделал серию постановочных фото на другую тему с участием водружавших флаг солдат, что и привело к возникновению теории о постановочном характере легендарной фотографии).

## Вопросы авторских прав
Поскольку Евгений Ананьевич Халдей работал в Фотохронике ТАСС с 25 октября 1936 года по 7 октября 1948 года, сделанные им в качестве её фотокорреспондента фотографии соответствующего периода, в том числе «Флаг Победы над Рейхстагом», перешли в своей основе в общественное достояние в России не позднее 1 января 2019 года, поскольку изначальные авторские права согласно действовавшему в то время законодательству принадлежали ТАСС, чьи авторские права, как юридического лица, истекают не позднее 70 лет после опубликования произведения (или создания, если оно не было своевременно опубликовано). Такая особенность российского законодательства была подтверждена в 2015 году в судебном споре наследницы фотографа, его дочери Анны Халдей против издательства «Вече» об использовании фотографии в книге Арсена Бениковича Мартиросяна «За порогом Победы», где ИТАР-ТАСС было привлечено в качестве третьего лица.

## Использование сюжета на почтовых марках и монетах

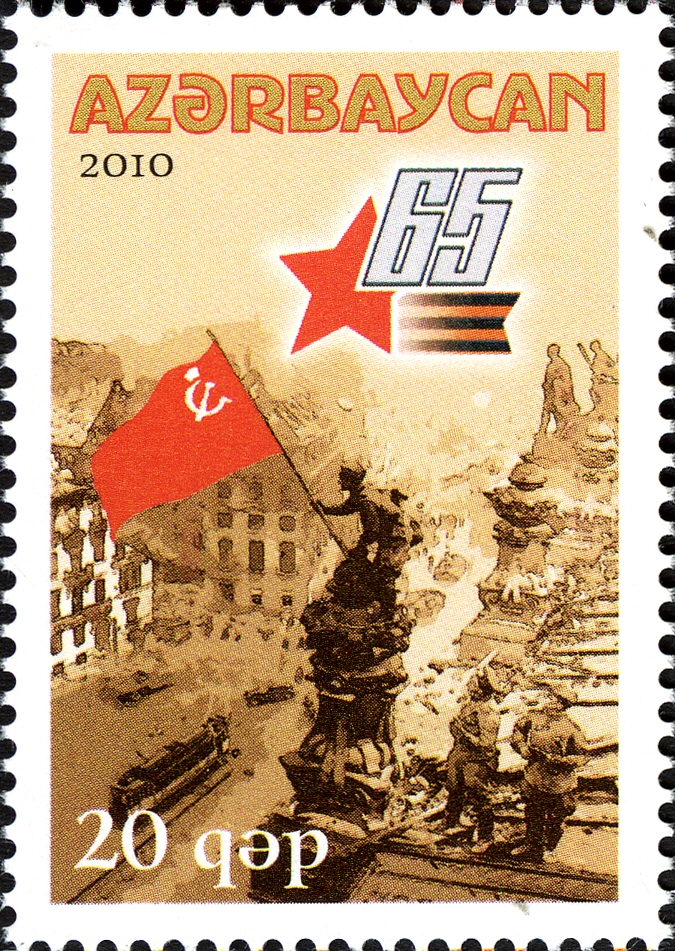
Марка Азербайджана
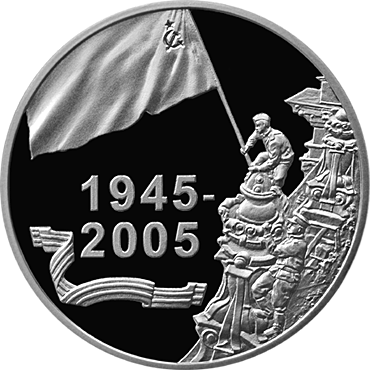
Монета Белоруссии
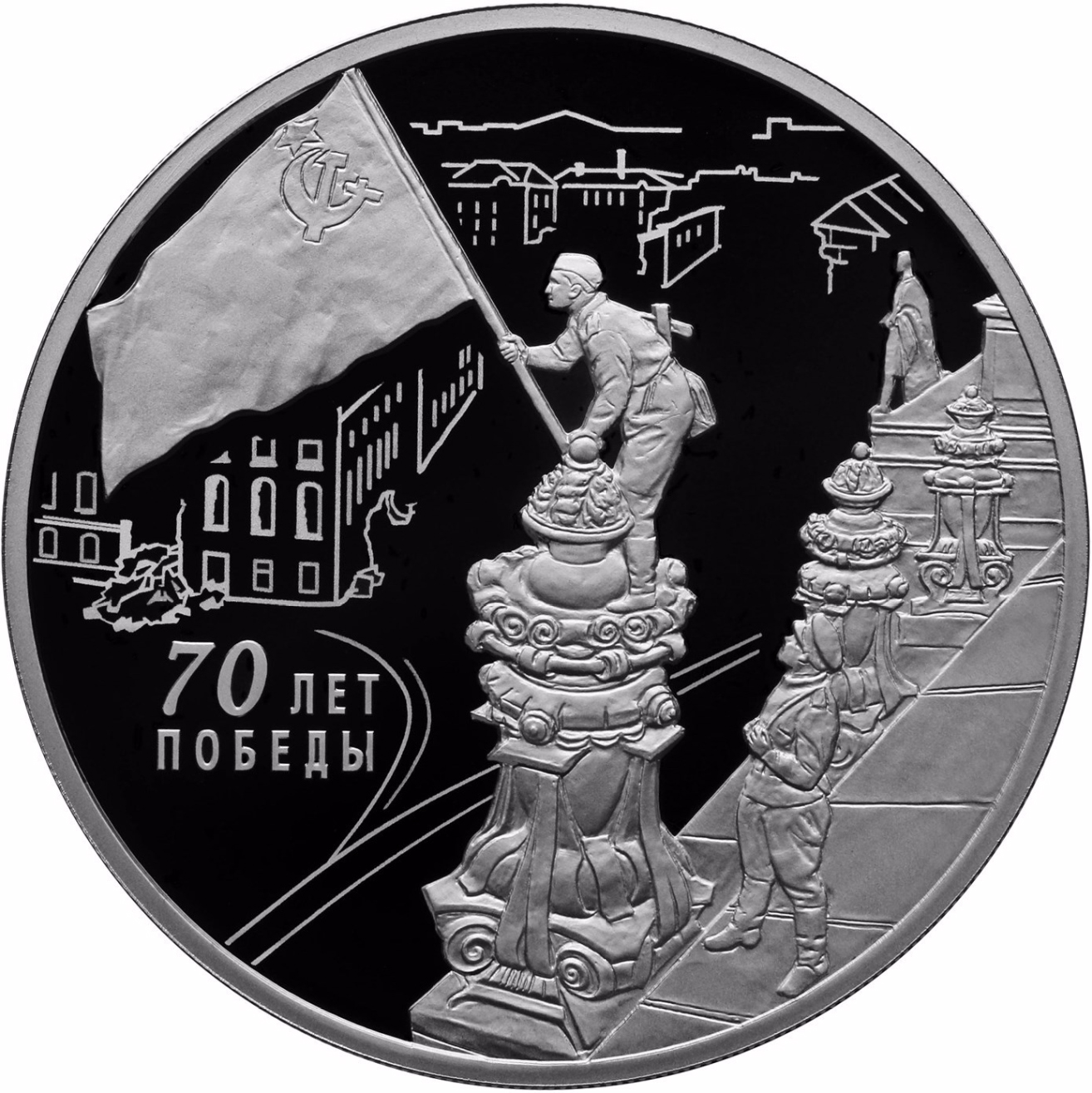
Монета Банка РФ

## Другое использование в культуре
- Британская нео-прогрессив группа Galahad использовала эту фотографию в качестве обложки альбома 2007 года «Empires Never Last», заменив серп и молот на флаге заглавной английской буквой G, с которой начинается название самой группы[14].